# Caribbiantes cubanus
Caribbiantes cubanus – gatunek kosarza z podrzędu Laniatores i rodziny Biantidae. Jedyny znany przedstawiciel monotypowego rodzaju Caribbiantes.

## Występowanie
Gatunek wykazany został z Kuby.